# SPTLC2
SPTLC2‏ (Serine palmitoyltransferase long chain base subunit 2) هوَ بروتين يُشَفر بواسطة جين SPTLC2 في الإنسان.